# Toby Dawson
Toby Dawson (* 4. Mai 1979 in Busan als Kim Bong-seok, koreanisch 김봉석) ist ein ehemaliger US-amerikanischer Freestyle-Skier südkoreanischer Herkunft. Er war auf die Buckelpisten-Disziplinen Moguls und Dual Moguls spezialisiert. Auf den Dual Moguls wurde er 2005 Weltmeister. Zudem gewann er drei Bronzemedaillen bei Weltmeisterschaften und Olympischen Spielen und feierte sieben Weltcupsiege. Nach den Olympischen Spielen 2006 geriet er mit seiner Herkunftsgeschichte in die internationalen Schlagzeilen.

## Biografie

### Herkunft und Adoption
Dawson kam 1979 als Kim Bong-seok in Busan, der zweitgrößten Stadt Südkoreas, zur Welt. Im Alter von drei Jahren verlor seine Mutter ihn auf einem stark frequentierten Markt im Stadtteil Dong-gu aus den Augen. Der Junge landete in einem Waisenhaus in Seoul und konnte von seinen Eltern nicht mehr gefunden werden. Schließlich wurde er noch als Dreijähriger von den beiden Skilehrern Mike und Deborah Dawson aus Vail, Colorado, in dem Glauben adoptiert, er sei von seinen Eltern verstoßen worden. Die Dawsons gaben ihm den Vornamen Toby.
Dawsons Medaillengewinn bei den Olympischen Spielen 2006 machte ihn in Südkorea bekannt. Nachdem seine Adoption in koreanischen Medien thematisiert worden war, meldeten sich dutzende Männer mit Vaterschaftsanspruch. Von Freunden und Verwandten auf die große Ähnlichkeit mit Dawson aufmerksam gemacht, konnte schließlich der 53-jährige Busfahrer Kim Jae-su als dessen leiblicher Vater bestätigt werden. Im Februar 2007 kam es öffentlichkeitswirksam erstmals zum Zusammentreffen zwischen Vater und Sohn sowie seinem drei Jahre jüngeren Bruder. Im November 2012 gab Dawson via Twitter bekannt, auch seine geschiedene Mutter erstmals wieder getroffen zu haben.

### Sportliche Laufbahn
Toby Dawson wuchs in Vail auf und begann im Alter von vier Jahren mit dem Skifahren. Mit 13 Jahren wandte er sich als Mitglied des Team Breckenridge dem Freestyle-Sport zu und spezialisierte sich auf die Buckelpiste.
Dawson debütierte im Dezember 1996 im Nor-Am Cup. Zwei Jahre später gewann er in Snowbird zwei FIS-Rennen und qualifizierte sich damit für den Weltcup. Am 9. Januar 1999 gab er am Mont-Tremblant sein Debüt im Freestyle-Skiing-Weltcup und erzielte als Fünfter auf Anhieb ein Spitzenergebnis. Bei seinen ersten Weltmeisterschaften in Meiringen-Hasliberg belegte er Rang 14. Ein Jahr nach seinem Weltcup-Debüt gelang ihm als Drittem am Mont-Tremblant sein erster Podestplatz. Nach unbeständigen Ergebnissen belegte er bei den Weltmeisterschaften in Whistler die Ränge acht und 17 in Moguls und Dual Moguls (Parallelbuckelpiste). Drei Wochen danach konnte er in Finnland seinen ersten Weltcupsieg feiern, womit er die Saison erstmals unter den besten zehn in der Disziplinenwertung abschloss. Nach erneut wechselhaften Resultaten verpasste er die Teilnahme an den Olympischen Spielen in Salt Lake City.
Im Winter 2002/03 verbesserte sich Dawson vor allem in der olympischen Single-Disziplin beträchtlich und erreichte mit Rang acht im Gesamtweltcup ein Karrierehoch. Bei den Weltmeisterschaften im Deer Valley gewann er in beiden Moguls-Disziplinen die Bronzemedaille. Die folgende Saison verlief erneut sehr erfolgreich und er musste sich nach drei Weltcupsiegen in der Disziplinenwertung nur Janne Lahtela geschlagen geben. Im Februar und März 2004 bestritt Dawson erstmals auch Wettkämpfe im Skicross und in der Halfpipe, konnte dabei aber keine nennenswerten Erfolge verbuchen. Im Rahmen der Weltmeisterschaften in Ruka kürte er sich nach Rang fünf in der Einzeldisziplin auf der Parallelbuckelpiste zum Weltmeister und feierte damit seinen größten Karriereerfolg. Für die Olympischen Spiele 2006 in Turin qualifizierte er sich knapp – dank eines Sieges im Deer Valley. Im Finale von Sauze d’Oulx gewann er hinter Dale Begg-Smith und Mikko Ronkainen die Bronzemedaille. Unmittelbar nach den Spielen beendete er seine aktive Laufbahn im Skileistungssport.

### Weitere Karriere
Im Anschluss an seine Skikarriere war Toby Dawson zunächst als Golfprofi tätig. Später übersiedelte er von Vail nach Seoul und gehörte dem Bewerbungskomitee für die Olympischen Winterspiele in Pyeongchang an, das 2011 den Zuschlag für die Austragung erhielt. In der Folge nahm er eine Stelle als Freestyle-Trainer beim koreanischen Skiverband an, um eine Mannschaft für die Heimspiele im Jahr 2018 zu formieren. Außerdem ist er PR-Botschafter für die nationale Tourismusorganisation seines Herkunftslandes. Aufgrund seiner eigenen Geschichte engagiert sich Dawson für das Korean Heritage Camp, das Adoptionsfamilien die koreanische Kultur näherbringen soll. Es ist ihm ein Anliegen, Fälle wie seinen, in Zukunft zu verhindern.
Im Mai 2007 heiratete Dawson in Palm Springs Leah Helmi. Zehn Tage später fand in seiner Geburtsstadt Busan eine traditionelle koreanische Hochzeit mit über 100 Gästen statt, die für die Sendung Platinum Weddings des US-Lifestylesenders WE tv aufgezeichnet wurde. Im Vorfeld hatte Bürgermeister Hur Nam-sik Dawson die koreanische Ehrenstaatsbürgerschaft verliehen. Die Ehe wurde 2009 geschieden. Im September 2013 ehelichte Toby Dawson in Seoul die zweifache Taekwondo-Weltmeisterin Kim Yeon-ji.

## Erfolge

### Olympische Spiele
- Turin 2006: 3. Moguls

### Weltmeisterschaften
- Meiringen-Hasliberg 1999: 14. Moguls
- Whistler 2001: 8. Moguls, 17. Dual Moguls
- Deer Valley 2003: 3. Moguls, 3. Dual Moguls
- Ruka 2005: 1. Dual Moguls, 5. Moguls

### Weltcupwertungen
| Saison  | Gesamt | Gesamt | Moguls | Moguls | Dual Moguls | Dual Moguls |
| Saison  | Platz  | Punkte | Platz  | Punkte | Platz       | Punkte      |
| ------- | ------ | ------ | ------ | ------ | ----------- | ----------- |
| 1998/99 | 38.    | 41     | 18.    | 164    | 37.         | 4           |
| 1999/00 | 30.    | 51     | 15.    | 204    | –           | –           |
| 2000/01 | 20.    | 67     | 8.     | 336    | –           | –           |
| 2001/02 | 44.    | 39     | 21.    | 232    | 5.          | 164         |
| 2002/03 | 8.     | 85     | 4.     | 596    | 6.          | 184         |
| 2003/04 | 11.    | 51     | 2.     | 712    | –           | –           |
| 2004/05 | 19.    | 32     | 7.     | 353    | –           | –           |
| 2005/06 | 21.    | 27     | 4.     | 294    | –           | –           |

### Weltcupsiege
Dawson errang im Weltcup 17 Podestplätze, davon 7 Siege:
| Datum             | Ort                  | Land     | Disziplin |
| ----------------- | -------------------- | -------- | --------- |
| 11. März 2001     | Himos                | Finnland | Moguls    |
| 14. Dezember 2002 | Madonna di Campiglio | Italien  | Moguls    |
| 30. Januar 2004   | Deer Valley          | USA      | Moguls    |
| 14. Februar 2004  | Inawashiro           | Japan    | Moguls    |
| 22. Februar 2004  | Naseba               | Japan    | Moguls    |
| 8. Januar 2005    | Mont-Tremblant       | Kanada   | Moguls    |
| 13. Januar 2006   | Deer Valley          | USA      | Moguls    |

### Weitere Erfolge
- 2 Siege in FIS-Rennen

## Auszeichnungen
- 2004 und 2006: Ann Hansen Award[9]
- 2004 und 2006: U.S. Freestyle Skier of the Year (Ski Racing Magazine)[10]
- 2007: Verleihung der koreanischen Ehrenstaatsbürgerschaft
- 2012: Aufnahme in die Colorado Ski & Snowboard Hall of Fame
- 2013: Aufnahme in die U.S. Ski and Snowboard Hall of Fame

## Anmerkung
1. ↑  Wie der Korea Herald 2011 berichtete, basiert das kursierende Geburtsdatum 30. November 1978 laut Dawson selbst auf einem Fehler des Waisenhauses. Erst an seinem vermeintlichen 33. Geburtstag erfuhr er von seinem leiblichen Vater Kim Jae-su, dass er tatsächlich fünf Monate später, am 4. Mai 1979, geboren wurde.